# Islas Sagres
Las islas Sagres (Illas de Sagres) son un archipiélago de la provincia de La Coruña (Galicia, España), situado en la costa de la parroquia de Aguiño, ayuntamiento de Ribeira.

## Descripción
Situado frente al Cabo Falcoeiro, en el último extremo de la península de Barbanza, está formado por más de una docena de pequeñas islas e islotes, de los que solamente dos alcanzan cierta envergadura (la mayor cuenta con 5,4 hectáreas; el total del archipiélago suma 13,5 hectáreas). Son islas enteramente rocosas, incluso la mayor, aprovechadas para un rico marisqueo y pesca somera. Importante colonia de aves marinas, especialmente de cormorán y gaviota patiamarilla. Lugar plagado de historias de naufragios, por estar rodeadas de arrecifes someros y otros que velan y develan con la marea. Forma parte del Parque Nacional de las Islas Atlánticas de Galicia.
- Datos: Q11683964